# لونیویتسا
لونیویتسا (به صربی: Lunjevica) یک روستا در صربستان است که در Moravica District واقع شده‌است.
 لونیویتسا  ۵۱۲ نفر جمعیت دارد.